# Edoardo II (Carmelo Bene)
Edoardo II è un'opera teatrale di Carmelo Bene tratta dall'opera omonima di Christopher Marlowe, andata in scena per la prima volta nel 1963 al Teatro Arlecchino. Per la prima, le scene ed i costumi, oltre che la regia, furono curati dallo stesso Bene.
L'Edoardo II fu il primo spettacolo teatrale di Bene dopo la chiusura definitiva del Teatro Laboratorio. 